# Ariodante
Ariodante (HWV 33) es una ópera seria en tres actos con música de Georg Friedrich Händel y sobre adaptación anónima de un libreto italiano de Antonio Salvi, titulado Ginevra Principessa di Scozia (1708) e inspirado por los cantos quinto y sexto de Orlando furioso de Ludovico Ariosto. Se estrenó en el Covent Garden de Londres, el 8 de enero de 1735.

## Historia
Händel compuso Ariodante, en gran medida, entre agosto y octubre de 1734. La ópera se estrenó en el Teatro Covent Garden, Londres, el 8 de enero de 1735. Fue la primera obra que compuso para las temporadas de ópera del Covent Garden. Compitió triunfalmente contra la Ópera de la Nobleza rival, apoyada por el Príncipe de Gales. Händel tenía el apoyo tácito y económico del Rey y de la Reina, y un apoyo más verbal de la Princesa Real. La ópera tuvo 11 representaciones durante su temporada del estreno en Covent Garden.
Cada acto de la ópera comprendía también secuencias de ballet reservadas a la compañía de Marie Sallé, que estaba activa en Londres en aquellos años y que habría participado también en la creación de la posterior obra maestra de Händel Alcina. Charles Cudworth ha hablado de la influencia de la música de baile francesa en la ópera. Winton Dean ha señalado que el Acto II de la ópera, en su versión original, es el único acto en una ópera de Händel que acaba con recitativos acompañados.
Como las otras óperas serias de Händel, a pesar del éxito inicial, Ariodante cayó en el olvido por más de doscientos años. La Hallische Händel-Ausgabe publicó una edición de la partitura a principios de los sesenta. A partir de los años 1970, se ha repuesto con más frecuencia, y ahora se le considera una de las mejores óperas del compositor. El 29 de marzo de 1971, la Sociedad Handel de Nueva York interpretó el estreno estadounidense de la obra en una versión de concierto con la mezzosoprano Sophia Steffan en el rol titular y Judith Raskin como Ginevra. En España, se estrenó en el 15 de mayo de 2006, en el Gran Teatro del Liceo de Barcelona.
Ha sido grabada con frecuencia a partir de la década de 1970, protagonizada por mezzosopranos como Janet Baker, Lorraine Hunt, Anne Sofie von Otter y Joyce DiDonato. Se representa poco; en las estadísticas de Operabase Archivado el 14 de mayo de 2017 en Wayback Machine. aparece en el número 132 de las óperas representadas en 2005-2010, la 10.ª en el Reino Unido y la quinta de Händel, con 24 representaciones en el período.

## Personajes
| Personaje                                                       | Tesitura              | Reparto del estreno, 8 de enero de 1735. (Director: – ) |
| --------------------------------------------------------------- | --------------------- | ------------------------------------------------------- |
| Ariodante, un príncipe vasallo                                  | mezzosoprano castrato | Giovanni Carestini                                      |
| Ginevra, hija del rey de Escocia, prometida de Ariodante        | soprano               | Anna Maria Strada del Pò                                |
| Dalinda, ayudante de Ginevra, enamorada en secreto de Polinesso | soprano               | Cecilia Young                                           |
| Polinesso, Duque de Albany                                      | alto                  | Maria Caterina Negri                                    |
| Lurcanio, hermano de Ariodante                                  | tenor                 | John Beard                                              |
| Rey de Escocia                                                  | bajo                  | Gustavus Waltz                                          |
| Odoardo, favorito del rey                                       | tenor                 | Michael Stoppelaer                                      |

## Argumento
Ginevra, hija del Rey de Escocia, es prometida en matrimonio a Ariodante. Polinesso, un celoso rival de Ariodante, se gana la simpatía de Dalinda, amiga de Ginevra. Con la ayuda de Dalinda, Polinesso engaña a Ariodante y le hace creer que Ginevra es su amante.
El Rey, al oír la supuesta infidelidad de Ginevra, la repudia mientras llegan noticias de que Ariodante se ha suicidado. Polinesso envía entonces a sus agentes a matar a Dalinda, la única que puede desvelar la trama. Pero Ariodante, que encuentra a Dalinda mientras vaga por los bosques, derrota a los asesinos y le salva la vida a la amiga de Ginevra.
Polinesso, buscando ganar el favor del monarca, se ofrece para defender el honor de Ginevra en un torneo. En el combate, cae mortalmente herido por el vengativo hermano de Ariodante, Lurcanio. Ariodante, a quien Dalinda ha contado lo que realmente ocurrió, aparece en ese momento y se ofrece como campeón de Ginevra. Con sus últimos alientos, Polinesso confiesa sus culpas y Ginevra es perdonada por el Rey.